# Margareta Burgundska, francuska kraljica
Margareta Burgundska (francuski Marguerite) (1290. — 30. travnja 1315.) bila je francuska kraljica supruga kao prva supruga kralja Luja X. Svadljivca.
Rođena 1290., Margareta je bila druga kći Roberta II., burgundskog vojvode (umro 1306.) i njegove žene Agneze Francuske, kojoj otac bijaše kralj Luj IX. Sveti. Margareta je, dakle, bila pripadnica Burgundske dinastije, ogranka Dinastije Capet.
God. 1305., Margareta se udala za svoga rođaka Luja, koji je naslijedio Navaru od svoje majke, kraljice Ivane I. Navarske. Margareta je Luju rodila kćer, Ivanu, 1312. godine.
Margaretina se sudbina značajno promijenila nakon što je Margareta navodno postala preljubnica; Izabela Francuska, sestra Margaretinog muža, bila je svjedok protiv Margarete. Luj je uskoro postao kralj Luj X. Francuski, pa je Margareta postala kraljica Francuske u zatočeništvu, umrijevši 1315. godine.
Kći kraljice Margarete, Ivana, postala je navarska vladarica kao Ivana II., umrijevši 1349. godine. Kralj Luj X. priznao je Ivanu kao svoju kćer.